# Pseudoliparis
Pseudoliparis és un gènere de peixos pertanyent a la família dels lipàrids.

## Taxonomia
- Pseudoliparis amblystomopsis (Andriàixev, 1955)[2]
- Pseudoliparis belyaevi (Andriàixev & Pitruk, 1993)[3]